# Tadashi Suzuki
Tadashi Suzuki nació el 20 de junio de 1939 en el pequeño puerto de Mura, una aldea bajo el monte Fuji perteneciente a la ciudad de Shimizu, de la prefectura de Shizuoka, en Japón. Es uno de los directores y teóricos teatrales más importantes del mundo y, junto a Juro Kara (dramaturgo, director, actor y compositor) y Shuji Terayama (poeta, dramaturgo, escritor, director de cine y fotógrafo vanguardista), es una de las principales figuras del nuevo movimiento teatral japonés surgido en los años 60 llamado “Angura”, término que se traduce como subterráneo o clandestino.

## Reseña biográfica
Se graduó en la Escuela Secundaria Kitazono Metropolitana de Tokio y después ingresó en la Facultad de Ciencias Políticas y Economía de la Universidad de Waseda. Mientras asistía a la universidad, se metió en un grupo de teatro estudiantil llamado Jiyū Butai (traducido como “próxima etapa”), fundado por Masato Yamanouchi, que acabó siendo uno de los actores de doblaje japonés más reconocidos del siglo XX. En Jiyū Butai, Suzuki coincidió con el dramaturgo Minoru Betsuyaku, con el que entabló gran amistad.
En 1961, formó, junto a Betsuyaku y otros compañeros de Jiyū Butai como Hiroshi Ono, Ikuko Saito o Kosuke Tsutamori, la compañía de teatro Waseda Free Stage Company. En 1966, formó la fundación Waseda Shôgekijô, adscrita a un teatro del mismo nombre que se construyó en la universidad y que inauguró con La pequeña cerillera. En la compañía de Waseda inició su trayectoria la actriz Kayoko Shiraishi, hoy en día ya retirada. Comenzó entonces a recaudar dinero para construir el Pequeño Teatro de Waseda en el segundo piso de la cafetería Mon Cheri.
Después de que Suzuki trasladara su base de actividades a la prefectura de Toyama en 1976, el teatro pasó a llamarse Waseda Drama Theater y se convirtió en un recinto privado. Al tiempo, el teatro fue adquirido nuevamente por la Universidad de Waseda pero fue demolido en octubre de 2012. Como el éxito pasado seguía presente, mucha gente continuó pidiendo una nueva sede para albergar la historia y la tradición del teatro estudiantil de Waseda. Por ello, tras la aprobación de Suzuki, el teatro fue reconstruido en 2015 con el nombre de "Pequeño Teatro Drama-kan de Waseda".
En 1968, Suzuki y Betsuyaku hicieron su propia versión de la obra de Maxim Gorky Las profundidades más bajas, lo que supone su primer acercamiento a la dramaturgia rusa. En 1972 estrenó su primera versión de una obra de William Shakespeare, Don Hamlet, el drama radiofónico Oni nite sôrô y desarrolló el entrenamiento físico de su método teatral. Además, participó junto a Kayoko Shiraishi en el Festival Théâtre des Nations de París con Las pasiones dramáticas II, que le valió a ella el ascenso a la fama.
En 1973, comenzó su primera gira internacional con Las pasiones dramáticas Ⅱ, que le llevó al Teatro de Nancy y Récamier (Francia) y al Teatro Mickery (Ámsterdam). A su vuelta, Grotowski visitó Japón, asistió a los ensayos del Waseda Little Theatre y fue entrevistado por Suzuki para la revista de teatro Shingeki.
En 1974, Suzuki se convirtió en director artístico del Iwanami Hall, una sala de cine que funcionaba también como teatro. Inaugurada en febrero de 1968 en el barrio Chiyoda, en Tokio, fue uno de los espacios pioneros para albergar obras cinematográficas no reconocidas. Fue clausurado en julio de 2022 debido a los problemas financieros provocados por la pandemia. También en 1974 estrenó Las troyanas, su primera versión de una obra griega clásica y una declaración de intenciones para lo que luego sería su larga relación con el teatro griego.
En 1976, como ya se ha dicho anteriormente, Suzuki se trasladó a una aldea llamada Toga, en la prefectura de Toyama (actualmente fusionada junto a otras aldeas en una población llamada Nanto), e inauguró el nuevo teatro rural con Noche y fiesta I.  El trabajo teatral de Suzuki en Toga atrajo la atención de todo el mundo, y la ciudad pasó a ser conocida como la meca del teatro por artistas teatrales de todo el mundo.
En 1980, viajó a la Universidad de Wisconsin, Milwaukee, a enseñar su formación teatral, y abrió un nuevo estudio teatral en Ikebukuro, Tokio. En 1981, regresó a EE. UU., a Nueva York y Wisconsin, comenzando a expandir cada vez más su formación teatral y estrenó Sweeney Todd, musical original de Stephen Sondheim, para el Tôhô en el Teatro Imperial. En 1982, la sede de Toga acogió el primer festival internacional de teatro de Japón, el Festival Toga, y desde entonces se ha celebrado todos los años. A los dos años, el éxito fue tal que el nombre cambió de “Waseda Small Theatre” a “SCOT”, las siglas de Suzuki Company of Toga. En 1984, la empresa de Waseda Small Theatre también cambió de nombre a Suzuki Company of Toga.
En 1988, pasó a ser director artístico general de la construcción de la Mito Art Tower, un complejo artístico en Mito, Ibaraki, en el centro de Japón, que se inauguró en 1990 como parte de las celebraciones del centenario de la ciudad. Dentro de esta torre hay una sala de conciertos con capacidad para 680 personas, un teatro con capacidad para 636, una galería de arte contemporáneo y una torre emblemática que se eleva hasta los 100 metros.
En 1992, fundó el Saratoga International Theatre Institute junto a la directora estadounidense Anne Bogart en Saratoga Springs, Nueva York. 
En 1994, formó el Comité Internacional de los Juegos Olímpicos de Teatro junto a Theodoros Terzopoulos (Grecia), Yuri Lyubimov (Rusia), Tony Harrison (Reino Unido), Heiner Müller (Alemania), Antunes Filho (Brasil), Nuria Espert (España) y Robert Wilson (EE. UU.). En ese año también organizó el Festival BeSeTo (Beijing, Seúl, Tokio) triliteral entre Japón, China y Corea junto al dramaturgo chino Xu Xiao Zhong, de la Academia Central de Drama, y la escritora surcoreana Kim Eui-Kyung, presidenta del Centro Coreano del Instituto Internacional de Teatro, que se celebró en Seúl.
En 1995 (y hasta 2007), fue nombrado director artístico general del Centro de Artes Escénicas de Shizuoka (SPAC), que inauguró en 1999 un teatro en conmemoración de las segundas Olimpiadas de Teatro en Shizuoka. En el año 2000 estrenó una obra de teatro Noh llamada Utoh, escrita por él mismo y con el actor especialista en teatro Noh Hideo Kanze como protagonista.
Tadashi Suzuki es el único creador teatral asiático incluido en la serie publicada por la Universidad de Cambridge sobre veintiún creadores teatrales destacados del siglo XX (Antoine, Appia, Bergman, Brecht, Brook, Gordon Craig, Meyerhold, Mnouchkine, Reinhardt, Stein, Strehler, Wilson…), bajo el título The Theatre of Suzuki Tadashi. Consideran que Suzuki es el director más conocido de Japón, aclamado internacionalmente por sus adaptaciones posmodernas de clásicos de Nanboku, Eurípides, Shakespeare y Chéjov desde la década de 1970 y, asimismo, por su poderoso sistema de formación de actores que combina elementos del Noh y el Kabuki con el realismo occidental. Este libro se considera el primer estudio exhaustivo de su obra.
En 2009, estrenó su primera ópera, La Traviata, de Verdi. En 2013, fue nombrado profesor emérito de la Academia Nacional Central de Drama de China y de la Academia de Drama de Shanghai. En 2015, abrió una escuela de teatro en la ciudad de Gubeishui, ubicada al pie de la Gran Muralla, en las afueras del norte de Pekín, China, para enseñar la filosofía y formación teatral del método creado por él mismo. La inauguración fue con Dionisio. En ese mismo año, el Theatre Communications Group de Nueva York tradujo los escritos de Suzuki sobre teatro bajo el título Culture is the body.
En memoria de los logros de Yuri Lyubimov, uno de sus compañeros del comité olímpico, cada año, el Instituto Internacional de Teatro y la Fundación Lyubimov seleccionan a una personalidad teatral destacada para que reciba el Premio Internacional. El primer premio fue entregado a Anatoli Vassiliev y el segundo a Tadashi Suzuki en 2019. En 2020, recibió el premio Thalia de la Asociación Internacional de Críticos de Teatro.
Desde la pandemia del Covid-19, el trabajo de Suzuki se ha relajado. Con 85 años, es una leyenda a nivel internacional y un punto trascendental en la historia del teatro mundial.

## Angura: el underground japonés
El Angura, también conocido como el movimiento “Pequeño Teatro”, fue un movimiento artístico japonés de vanguardia que dominó el panorama teatral en las décadas de 1960 y 1970. Surgió porque la sociedad intelectual y artística reaccionó a las limitaciones estructurales e ideológicas del movimiento teatral moderno japonés conocido como Shingeki (que se traduce como “nuevo teatro”). Nacido a principios del siglo XX, el Shingeki era la forma de teatro líder en Japón y estaba influido por el teatro occidental: Eurípides, Shakespeare, Molière, Ibsen, Chéjov, Tennessee Williams, etc. Esta modernización del teatro implicó que se introdujese a las mujeres en el escenario japonés y que se siguiera un paradigma eminentemente realista.
El rechazo al Shingeki tiene su origen en la influencia política, ya que, cuando llegó su apogeo, cayó bajo la influencia del Movimiento de Artes Proletarias, que al ser de izquierdas fue duramente reprimido por el régimen militarista durante la Segunda Guerra Mundial. Tras la guerra, tenía que ajustarse a la ideología del Partido Comunista de Japón y a los gustos conservadores de los asistentes sindicalistas. Además, la rigurosidad de las compañías más prestigiosas reclutaban a miembros de las principales universidades japonesas y los sometían a rigurosos programas de entrenamiento, pero luego los hacían esperar años o incluso décadas para tener papeles protagonistas o aportes a la dirección artística de la compañía.
El término “Angura” se puede traducir como subterráneo o clandestino y se debe a que eran producciones anárquicas de estilo underground que se representaban en pequeños espacios como tiendas de campaña o en esquinas de calles. Se buscaba explorar temas provocadores relacionados con el primitivismo y la sexualidad, pusieron en escena producciones salvajes y estridentes con vestuarios y maquillajes extraños, con tramas no lineales, elementos fantásticos y fantasmagóricos, una intensa fisicalidad que tiene mucho en común con el Butoh, frecuentes rupturas de la cuarta pared e interacción directa con el público. El nacimiento de un teatro tan diferente desubicó a los críticos y por eso lo llamaron underground. A diferencia de las producciones de Shingeki, Angura hizo un uso recurrente de la música y buscaba provocar emociones intensas.
Aunque su auge fue teatral, está muy vinculado al cine contemporáneo de vanguardia, (de hecho supone el antecedente al surgimiento del cine Pink en Japón) y cabe destacar la influencia en la pintura y el diseño gráfico. De hecho, el reconocido ilustrador, grabador y pintor psicodélico Yokoo Tadanori (1936-act.) produjo numerosas obras de arte promocionales para producciones de Angura y ayudó a cofundar la compañía de teatro Tenjō Sajiki. A partir de los años 70, los autores, directores y actores jóvenes montaron múltiples compañías pequeñas y empezaron a esbozar las corrientes principales del teatro contemporáneo creando y participando en los primeros festivales de artes escénicas de Japón, así como en centros de artes escénicas públicos y corporativos. Destacan compañías como la Yume no Yûminisha (Compañía de los Titiriteros del Ensueño), la Dai san butai (Tercera Escena) o la Waseda Free Stage Company; además de figuras como Shūji Terayama (1935-1983), escritor y director de cine y teatro; Jūrō Kara (1940-2024), dramaturgo, director de teatro, actor y compositor; Makoto Satō (1957-2007), director y dramaturgo; Minoru Betsuyaku (1937-2020), dramaturgo, novelista y ensayista; Yoshiyuki Fukuda (1931-), dramaturgo, guionista y director; y, por supuesto, Tadashi Suzuki.
Fue, pues, este clima de cambio paradigmático teatral el que vivió Suzuki, y así podemos verlo reflejado en su obra, que queda dividida entre las obras más clásicas, más cercanas al realismo del Shingeki (Hamlet, Las troyanas, Las bacantes, Tres hermanas…), y entre las producciones de nueva creación de Betsuyaku o del propio Suzuki (El elefante, La pequeña cerillera, Sobre las pasiones dramáticas I, II y III, Saludos desde el borde de la Tierra…) y debemos tenerlo en cuenta para entender su obra.
El teatro japonés moderno siempre ha sido muy político, ya sea Shingeki, Butoh o Angura, el teatro nipón del siglo XX va de la mano con el entorno en el que nace y vive, reflejando o resistiendo la ideología dominante. Por eso, otro factor que marcó poderosamente a la generación de creadores japoneses de mitad de siglo fueron las protestas de Anpo, una serie de protestas masivas que asolaron todo Japón entre 1959 y 1960, y que se reavivaron en 1970. La queja era contra el Tratado de Cooperación Mutua y Seguridad entre Estados Unidos y Japón, que permitía a los estadounidenses mantener bases militares en suelo japonés. Prácticamente toda la comunidad Shingeki se movilizó en las propuestas pero con ideologías muy separadas, por lo que aunque el descontento había ido creciendo a lo largo de la década de 1950 por las razones ya explicadas, la experiencia tan radical de las protestas de Anpo provocó que los miembros más jóvenes del Shingeki llegaran a separarse y fundar sus propias compañías de teatro. Una de esas compañías nuevas fue Seinen Geijutsu Gekijō, traducido como Teatro de Arte Juvenil y abreviado como Seigei, que, inmediatamente después de las protestas de Anpo, presentó su primera producción, Record Number 1, considerada la primera obra de estilo Angura. De Seigei salió, entre otros, Minoru Betsuyaku, que más tarde coincidió con Tadashi Suzuki en Jiyū Butai.
Otra de las compañías que sirvió para este cambio de paradigma fue la Bungaku-za, una compañía de Shingeki que en 1960 introdujo el teatro del absurdo.
Podríamos concluir que la producción teatral de Suzuki es binaria: por un lado nació para superar la naturaleza estática del estilo teatral imperante, y, por otro lado, para protestar contra el futuro apocalíptico que se encarnó en las protestas de Anpo.

## Los años de Waseda (1958-1975)

### Jean-Paul Sartre
Estando en la universidad, el filósofo francés Jean-Paul Sartre ejerció una enorme influencia en la generación de autores japoneses de la segunda mitad del siglo XX. Sartre creía que la humanidad, ante un futuro sin esperanza, debía luchar con el orgullo de los derrotados y que cada individuo, al elegir vivir de esa manera, podía realizar lo universal en la singularidad de una vida humana. Estas ideas de naturaleza temporal y su convicción de que los seres humanos, al luchar incansable y conscientemente contra todo pronóstico por lo que creen, se acercan a la comprensión del sentido de la vida, marcaron la producción teatral de Suzuki durante el resto de su carrera: 
El hombre moderno se define por su intento deliberado de comprender su humanidad pero no hay garantías de que encuentre una respuesta coherente a sus preguntas. Por el contrario, la vida humana se enfrenta constantemente a lo arbitrario, a lo inesperado. Es multidimensional. En la lucha por la coherencia, a menudo pretendemos eliminar el riesgo o reducir los innumerables aspectos de la vida a una única dimensión. Sin embargo, aunque hagamos esos esfuerzos, nunca podremos controlar voluntariamente nuestro futuro y abordarlo como caballos que corren por una recta. Lo que sí podemos hacer es desarrollar una conciencia constante de nuestras acciones, acciones que a su vez deben estar gobernadas de manera persistente por la determinación de hacernos nuestras propias preguntas, motivadas por nuestra visión personal del mundo. Para decirlo de manera más sencilla, debemos esforzarnos por alcanzar nuestras metas de vida con una comprensión clara de nuestras circunstancias en relación con el resto de la humanidad. ¿Acaso no consiste la esencia de la vida humana en esos esfuerzos? 

Tadashi Suzuki (SCOT, 2009). 

### Jiyū Butai Drama Society (1958-1961)
En los años sesenta, la Universidad de Waseda tenía uno de los panoramas teatrales más prósperos de Japón y contaba con tres compañías de teatro importantes: Gekiken, Gekidan Kodama y Jiyū Butai. De las tres, esta última era la que tenía una atmósfera de trabajo más estricta. Jiyū Butai (traducido como “próxima etapa”) fue fundado en 1947 por Masato Yamanouchi (1929-2003), uno de los actores de doblaje japoneses más reconocidos del siglo XX que, lo largo de sus 58 años de carrera, se dice que participó en más de 20 000 obras y dobló más de 3000 películas. 
En un origen, Jiyū Butai se fundó bajo el nombre de Satsuki-za, el nombre se cambió en 1949 y permaneció activo hasta 1969. En 1958, cuando Suzuki ingresó en la universidad, entró a formar parte de Jiyū Butai, la cual acabó presidiendo en 1960. Allí conoció a Minoru Betsuyaku, que había llegado a Tokio para poder estudiar pintura y a quien en su primer día de clases un estudiante de último año le sugirió que buscara convertirse en actor ya que era alto. Entre ambos surgió una poderosa amistad y desde entonces no han dejado de colaborar hasta el fallecimiento de Betsuyaku en 2020. 

#### Obras
En la compañía dirigió El aniversario (1959) y Tres hermanas (1961) de Antón Chéjov; Una vacante (1960), Las salchichas de Hokuro (1960) y A y B, y una mujer (1961), de Betsuyaku; Muerte de un viajante (1960), de Arthur Miller; y Las moscas (1961), de Jean-Paul Sartre. Entre los componentes de Jiyū Butai destacan Hiroshi Ono, Ikuko Saito y Kosuke Tsutamori, ya que ellos siguieron a Tadashi Suzuki en 1961, cuando formó con ellos la compañía de teatro Waseda Free Stage Company.

### Waseda Free Stage Company y Waseda Small Theatre (1961-1975)
La actividad de Tadashi Suzuki en la Universidad de Waseda fue constante. A finales de 1961, cuando llevaba dos años en la universidad, formó la Waseda Free Stage Company junto a los compañeros de Jiyū Butai ya citados, pero en marzo de 1966, gracias al éxito que estaba teniendo la nueva compañía, creó la fundación Waseda Small Theatre (también denominada Shôgekijô). Tanto la compañía como la fundación de Waseda siguen activas a día de hoy y por ella han pasado grandes personalidades de las artes escénicas de Japón, como la ya mencionada Kayoko Shiraishi, hoy en día retirada, Li Lixian o Yoshida Hideko.
Meses después de que la fundación estuviera creada y respaldada por la universidad, Suzuki comenzó a recaudar dinero para construir el Pequeño Teatro de Waseda en el segundo piso de la cafetería Mon Cheri y, así, la compañía quedó adscrita al Waseda Little Theatre, que se construyó en la universidad y que inauguró con La pequeña cerillera en 1966. Cuando Suzuki se trasladó a Toga en 1976, la universidad perdió el contrato de arrendamiento, el teatro se convirtió en un recinto privado y cambió de nombre a Waseda Drama Theater. Al tiempo, el teatro fue readquirido por la Universidad de Waseda pero fue demolido en octubre de 2012. Como el éxito pasado seguía presente, mucha gente continuó pidiendo una nueva sede para albergar la historia y la tradición del teatro estudiantil de Waseda. Por ello, tras la aprobación de Suzuki para ponerle el mismo nombre, el teatro fue reconstruido en 2015 con el nombre de Pequeño Teatro Drama-kan de Waseda. 
En Japón hay pocos ejemplos de instalaciones teatrales dirigidas por universidades para estudiantes que sean profesionales, y el hecho de que los estudiantes de Waseda desempeñen un papel central en su funcionamiento es una característica única en el ámbito universitario japonés. El profesor de la Universidad de Tokio, Yasunari Takahasi calificó la compañía de Waseda como la más austera, rigurosa y sistemática de todas las que formaron parte del movimiento Angura.

#### Grotowsky
En agosto de 1973, Jerzy Grotowski visitó Japón, asistió a los ensayos de la compañía de Waseda y fue entrevistado por Suzuki para la revista de teatro Shingeki. 
Jerzy Grotowski (1933-1999), fue un director de escena polaco especialmente reconocido por ser el creador del teatro pobre, concepción de la puesta en escena sustentada por la relación actor-espectador pero carente en aspectos de escenografía, caracterización, luz y vestuario. Esta austeridad le permite al actor explorar, experimentar y trabajar sobre su propio cuerpo logrando mostrar sensaciones, imágenes y sonidos más intensos. Las teorías de Grotowski se consolidaron influidas principalmente por el desarrollo teatral de Konstantín Stanislavski y de Antonin Artaud pero también por el teatro oriental, del cual adoptó el sentido ritual y litúrgico más tradicional. 
Cuando Grotowski llegó a Japón, en 1973, ya habían pasado varios años desde que publicase su obra Hacia un teatro pobre (1968) y su trabajo impactó fuertemente en Tadashi Suzuki, al cual se le llama el Grotowski japonés ya que, al igual que Jerzy, Suzuki investigó lo que el cuerpo podía hacer a nivel físico, con la diferencia de que él volvió la mirada a sus propias tradiciones de teatro Noh y Kabuki en lugar de fijarse en tradiciones de otras partes del mundo.

#### Iwanami Hall y Teatro Imperial de Tokio

##### Iwanami Hall
El Iwanami Hall había sido inaugurado el 9 de febrero de 1968 en el edificio Iwanami Jimbocho, en el céntrico barrio Chiyoda, en Tokio. Recibió su nombre de su presidente, Yujiro Iwanami, dueño de una editorial que, al igual que el edificio y el propio teatro, llevaba su nombre: Iwanami Shoten. En el momento de su inauguración se utilizó como sala polivalente, pero como en la década de 1960 la industria cinematográfica japonesa cayó en declive con el auge de la transmisión televisiva, el número de películas proyectadas disminuyó.  
En 1974, Suzuki fue nombrado director artístico y el movimiento Equipe de Cinema planificó proyectar películas de alta calidad cultural y se convirtió en una sala de cine pionera en albergar obras cinematográficas no reconocidas, ganando en 1976 el premio Japan Movie Pen Club, estatus que había mantenido desde entonces. Sin embargo, el 29 de julio de 2022, debido a problemas financieros provocados por la pandemia del Coronavirus, fue clausurado.

##### Teatro Imperial de Tokio
El Teatro Imperial de Tokio se inauguró el 1 de marzo de 1911 en Marunouchi, Chiyoda. Es el primer teatro de estilo occidental de Japón. En el Gran Terremoto de Kanto de 1923 se produjo un incendio en el vecino Departamento de Policía Metropolitana y el edificio se quemó, dejando solo su fachada exterior por lo que fue renovado por Tamisuke Yokogawa y reabierto al año siguiente. La reconstrucción final se produjo en 1966, dándole el aspecto actual. 

##### Suzuki en lo comercial
La compañía de Suzuki ha actuado ocasionalmente en espacios comerciales como el Iwanami Hall y el Teatro Imperial de Tokio a pesar de que no reflejan la ideología del director porque inevitablemente se expone a la censura. En el Iwanami Hall los críticos le suelen reprender por ser tan contrario al academicismo y en el Teatro Imperial por haberse vendido al comercialismo. Suzuki opina que la mentalidad industrial en Japón ataca persistentemente cualquier cosa que intente ir más allá de lo que ya se ha hecho o interrumpir el statu quo.

#### Representaciones en Waseda (1962-1975)
En la compañía de Waseda, Suzuki dirigió El elefante, de Betsuyaku, en dos ocasiones, y volvió a representar A y B, y una mujer (1962); reestrenó Las moscas, de Sartre (1963); y Un tranvía llamado deseo, de Tennessee Williams (1964). En 1966, una vez estrenado el nuevo teatro, dirigió la ya mencionada La pequeña cerillera, de Betsuyaku, con la que se inauguró, pero también La puerta del templo, una obra del mismo Betsuyaku basada en Ante la ley, la parábola derivada de El proceso de Kafka; y Candelabro, de Masayuki Nobeyama. 
Con el nuevo teatro en funcionamiento, la producción de Suzuki fue aún más prolífica, llevó a escena obras de otros autores ajenos a la compañía como Montaña Click-Clack (1967) y El gorrión que perdió la lengua (1967), de Osamu Dazai, pseudónimo de Shūji Tsushima (1909-1948), un escritor japonés de enorme importancia en la primera mitad del siglo XX; Mis Beatles o el funeral (1967), de Makoto Sato; La máscara de una virgen (1969), de Juro Kara, una de las figuras principales del Angura; y Las troyanas (1974), de Eurípides, su primer trabajo con una obra griega. 
Cabe destacar que, en este periodo, Suzuki comenzó a participar en la creación de sus propias obras. Algunas en colaboración con Betsuyaku, como La sonrisa del Doctor Maximillian (1967) o Las profundidades más bajas (1968), a partir de la obra de Maxim Gorky; y otras en solitario: Narukami, el dios del trueno (1968), a partir de la obra de teatro Kabuki; Sobre las pasiones dramáticas I, II y III (1969-1970), primera trilogía de Suzuki, cuya segunda parte fue llevada al Festival Théâtre des Nations de París de 1972 y que le valió un ascenso a la fama a la actriz Kayoko Shiraishi; Comedia blanca (1970), a partir de la obra de Nanboku Tsuruya, un autor de Kabuki del siglo XIX; Somekaete Gonichi no Omemie (1971); el radio drama El demonio estuvo aquí (1972); Don Hamlet (1972) y La noche y el reloj (1975), ambas versiones de obras de William Shakespeare, Hamlet y Macbeth respectivamente.

## Suzuki Company of Toga (SCOT) (1976-actualidad)
En febrero de 1976, Suzuki visitó una granja abandonada en la prefectura de Toyama (actualmente fusionada junto a otras aldeas en una población llamada Nanto) y la alquiló. Trasladó su compañía de Tokio a la remota aldea montañosa de Toga, a 600 km de la capital, frente al mar de Japón, con 1.300 habitantes, en parte como denuncia de la excesiva concentración de instituciones políticas, económicas y culturales en Tokio. Paradójicamente, el traslado de una metrópolis gigante a un valle montañoso aislado le granjeó a SCOT aún más seguidores, que apreciaban la peregrinación a este lugar remoto como parte de la experiencia teatral total. Ubicó su nueva sede en una minka, una residencia privada construida en uno de los estilos japoneses tradicionales, concretamente en el estilo arquitectónico más famoso denominado gasshō-zukuri, término que significa literalmente “estilo de las manos unidas en oración”, por la forma de los tejados. La madera la cortaron de los árboles de la ladera de la montaña y las piezas tienen una forma minuciosa de estar entrelazadas, los travesaños están doblados en varias partes debido al peso de la nieve y no hay líneas rectas en la forma de la madera. Se necesita mucho tiempo e ingenio técnico para combinar estas diferentes maderas en un espacio habitable, sobre todo porque, como se trata de un edificio de dos pisos, hay una serie de pilares que sostienen el techo pero como el grosor de cada pieza de madera es diferente, el espaciado entre ellos no es el mismo. Naturalmente, los intersticios entre los pilares no son del mismo tamaño que los de los tatamis, hechos de tallos de arroz, colocados entre esos pilares. Todo esto se hizo así porque Suzuki quería que la construcción fuera lo más natural posible.
Para poder mantener los recursos económicos, durante los primeros años toda la compañía trabajaba en labores de mantenimiento y artesanía con los habitantes de la aldea y cosechaban wasabi de las laderas para venderlo en el mercado y así poder financiar las reformas que la sede fue necesitando.
Inauguró el nuevo teatro rural con Noche y fiesta I, con un elenco formado por Hideo Kanze (1925-78), uno de los actores y teóricos del teatro Noh más influyentes de mediados del siglo XX, y con otros habitantes de la aldea. Toga era una localidad prácticamente despoblada cuando Suzuki llegó, pero su trabajo teatral atrajo la atención de todo el mundo. Desde su traslado, el lugar ha crecido hasta convertirse en un complejo de alojamientos, salas de ensayo y diversos espacios para actuaciones, incluido un teatro estudio, un segundo teatro gassho-zukuri, un teatro de caja negra, un teatro al aire libre, el Centro de Artes Escénicas y un espectacular anfiteatro junto al lago, convirtiendo la sede en un inmenso parque teatral: el Parque de Arte de Toga. Ese mismo año se celebró el Primer Festival Internacional de Teatro en Japón: el Festival de Toga, principal elemento que ha convertido Toga en la meca del teatro por artistas teatrales de todo el mundo y que se siguió celebrando muchos años (1982-1999).
En 1984, la compañía cambió de Waseda Small Theatre a SCOT, las siglas de Suzuki Company of Toga.
El Parque de Arte de Toga a día de hoy sigue activo, comprende seis teatros, múltiples salas de ensayo, oficinas, alojamientos y restaurantes. Incluye un festival de verano y otro de invierno con actuaciones, simposios, talleres para impartir el Método Suzuki de Formación de Actores creado por Suzuki y se invita a compañías de teatro de todo el mundo no solo a realizar representaciones, sino también a vivir, trabajar y colaborar entre sí. El Parque de Arte de Toga es un centro de actividades internacionales de investigación y formación de profesionales y un archivo de documentos y materiales relacionados con las artes escénicas.

### Representaciones
En la SCOT, Suzuki ha desarrollado una vasta producción teatral desde 1976 hasta la actualidad. Ha trabajado con obras ajenas y ha creado las suyas propias:

#### Ajenas
- Espejos y coles (1977), de Yasunari Takashi, dramaturgo y traductor japonés.
- Sweeney Todd (1981), con música y texto de Stephen Sondheim, el primer acercamiento de Suzuki al musical occidental.
- Clitemnestra y La caída de la casa de Atreo (1983), a partir de las obras de Esquilo y Eurípides.
- Dionisio (1990 y 2015), que la usó para la gran inauguración del Teatro de la Gran Muralla, y una reposición de Las troyanas (2014), ambas del propio Eurípides, que dos años después presentó de forma bilingüe japonés-inglés.
- El rey Lear (1984 y 2004), El cuento de Lear (1988), Hamlet (1989), Macbeth (1991) y Julieta (1993), a partir de Romeo y Julieta, todas de Shakespeare.
- Tres hermanas (1984), El jardín de los cerezos (1986), Tío Vania (1988) e Ivanov (1992), de Chéjov.
- Elektra (1995), de Hugo von Hofmannsthal, codirigida con el director Satoshi Miyagi y presentado para la primera edición de las Olimpiadas de Teatro en Delfos.
- John Silver (1996), de Jūrō Kara.
- Una nueva versión de Montaña Click-Clack (1996 y 2009), de Osamu Daza.
- La visión de Lear (1998), una ópera de Toshio Hosokawa a partir de la historia de Shakespeare que dirigió para la Bienal de Múnich del Festival Internacional de Teatro de Nueva Música.
- Cyrano de Bergerac (1999), de Edmond Rostand.
- Edipo Rey (2000), de Sófocles.
- Okuni y Gohei (2004), de Junichiro Tanizaki, novelista más importante de la narrativa contemporánea del siglo XX.
- Espectros (2004), de Henrik Ibsen.
- Una nueva versión de A y B, y una mujer (2007), de Betsuyaku.
- Madame de Sade (acto II) (2007), de Yukio Mishima, novelista, ensayista, poeta y dramaturgo.
- Electra (2007), del director Yuri Lyubimov, para el repertorio de su compañía, el Teatro Taganka de Moscú.
- La Traviata, (2009), de Giuseppe Verdi (música) y Francesco Maria Piave (texto).
- El Japón en decadencia resurge (2010), El Japón menguante resurge (2011) y Madre de mis sueños (2016), de Shin Hasegawa, guionista de cine.
- La dama de las camelias (2011), de Alexandre Dumas, coproducida por el Teatro Nacional y Sala de Conciertos de Taipei.
- El origen de la canción Karatachi (2014), Ilusión sin límites (2016), y Primavera en el norte (2017), de Kazawa Nobuo.

#### Propias
- Noche y fiesta II-Salomé (1977).
- Noche y fiesta III-Macbeth (1978).
- La sombra de la muerte (1978), que llevó al Festival de Otoño de París.
- Noche y fiesta IV-Una enfermedad familiar (1979).
- El almuerzo (1982).
- Saludos desde el borde de la Tierra (1991).
- La casa del espejo (1998).
- Sake, el sabor de las lágrimas (1998).
- Sayonara Toga Festival (1999).
- Utoh (2000).
- Cenicienta-La novia del vampiro (2000).
- El Chéjov (2002).
- Gente japonesa en la sala del hospital (2005).
- El extraño en el barrio de chabolas del depósito de chatarra (2005 y 2009), basada en Los bajos fondos, de Máximo Gorki.
- El canto litúrgico budista Gyatei-Gyatei (2006).
- Cenicienta (2012).
- Madre de mis sueños (2013).
- Paisaje aislado en invierno (2018).
- Saludos desde el borde de la Tierra II (2020).

### Giras internacionales
El Parque de Arte de Toga también sirvió como trampolín para las actividades internacionales de SCOT. Muchas de las producciones teatrales creadas y representadas en Toga han realizado giras por todo el mundo. Desde su primera actuación en el extranjero, en el Festival Théâtre des Nations de París, en 1972, la compañía ha actuado en más de 84 ciudades de unos 31 países de Asia, América, Europa y Oceanía. A continuación recojo en dos columnas las fechas y las ciudades visitadas por la SCOT:
| 1972 - París (Francia). 1973 - Nancy (Francia). 1973 - Ámsterdam (Países Bajos). 1975 - Varsovia (Polonia). 1975 - Breslavia (Polonia). 1977 - Berlín (Alemania). 1977 - Bonn (Alemania). 1977 - Roma (Italia). 1977 - Lisboa (Portugal). 1979 - Nueva York (EE.UU). 1979 - Milwaukee (EE.UU). 1982 - Chicago (EE.UU). 1982 - San Luis (EE.UU). 1984 - Los Ángeles (EE.UU). 1985 - Washington D. C. (EE.UU). 1985 - San Diego (EE.UU). 1985 - Londres (Reino Unido). 1985 - Údine (Italia). 1985 - Venecia (Italia). 1985 - Fráncfort (Alemania). 1985 - Bruselas (Bélgica). 1985 - Copenhague (Dinamarca) 1985 - Atenas (Grecia). 1985 - Tesalónica (Grecia). 1985 - Delfos (Grecia). 1986 - Baltimore (EE.UU). 1986 - Hong Kong (Hong Kong). 1986 - Seúl (Corea del Sur). 1986 - Milán (Italia). 1986 - Ginebra (Suiza). 1986 - Madrid (España). 1986 - Tenerife (España). 1986 - Las palmas (España). 1987 - Berkeley (EE. UU.). 1987 - Minneapolis (EE. UU.). 1987 - Pamplona (España). 1987 - Bilbao (España). 1987 - Amberes (Bélgica). 1987 - Grenoble (Francia). 1987 - Burdeos (Francia). 1987 - Reims (Francia). 1987 - Stuttgart (Alemania). 1988 - Springfield (EE. UU.). 1988 - Sídney (Australia). | 1989 - Canberra (Australia). 1989 - Melbourne (Australia). 1989 - Helsinki (Finlandia). 1989 - Lahti (Finlandia). 1991 - Purchase (EE.UU). 1991 - Moscú (Rusia-Unión Soviética). 1992 - Adelaida (Australia). 1992 - Hobart (Australia). 1992 - Viena (Austria). 1992 - Saratoga Springs (EE.UU). 1993 - Buenos Aires (Argentina). 1993 - Sao Paulo (Brasil). 1993 - Santiago (Chile). 1994 - Vicenza (Italia). 1995 - Toronto (Canadá). 1996 - Estocolmo (Suecia). 1996 - Pekín (China). 1996 - Shanghai (China). 1998 - Bogotá (Colombia). 1998 - Múnich (Alemania). 1998 - Estambul (Turquía). 2001 - Iowa (EE.UU). 2001 - San Francisco (EE.UU). 2001 - Delaware (EE.UU). 2001 - Pittsburgh (EE.UU). 2002 - Dusseldorf (Alemania). 2002 - Epidauro (Grecia). 2003 - Asti (Italia). 2003 - Montpellier (Francia). 2003 - Uijeongbu (Corea del Sur). 2005 - San Petersburgo (Rusia). 2007 - Taipéi (Taiwán). 2008 - Nanjing (China). 2008 - Ansan (Corea del Sur). 2009 - Singapur (Singapur). 2009 - Sofía (Bulgaria). 2009 - Nápoles (Italia). 2010 - Vilna (Lituania). 2011 - Kaohsiung (Taiwán). 2012 - Edimburgo (Reino Unido). 2016 - Tiflis (Georgia). 2016 - Guangzhou (China). 2018 - Macao (China). 2018 - Yakarta (Indonesia). |
| --- | --- |

## Filosofía teatral de Suzuki

### La arquitectura y cuerpo
Suzuki se mudó a Toga para crear un teatro que se adaptase a su filosofía del teatro y para establecer su estilo de actuación ideal para los actores. Su principal ideología teatral se basaba en que si se analiza la historia de la cultura física japonesa, la mayoría de las cosas que surgieron en el pasado y han sobrevivido hasta el presente son aquellas en las que el cuerpo mantiene una estrecha relación con el espacio. El teatro, la danza, la ceremonia del té, el sumo y el budismo son las actividades culturales físicas más importantes de Japón y reivindican su existencia como actos rituales que se integran de forma única con el espacio. Las principales bases de su concepción teatral son el Noh y el Kabuki, ambos asociados a espacios teatrales únicos que pueden considerarse como una afirmación de su propia individualidad, como si la singularidad del espacio arquitectónico fuese un elemento inseparable.
Como el estilo arquitectónico gasshō-zukuri es previo a la modernización industrial, la gente de los pueblos tenía que confiar solo en la energía animal, en la fuerza humana y en el ingenio de cómo usaban esa energía, ya que era una época en la que no se podía utilizar la energía no animal. Esta concepción de energía humana más visceral y primitiva es la que Suzuki enlazaba con la base del teatro Noh y Kabuki y consideró que como las energías modernas están abocadas a acabarse, basar el teatro en esto auguraba un teatro por y para siempre. Dice Suzuki que “una sociedad culta es aquella en la que las capacidades perceptivas y expresivas de sus habitantes se cultivan mediante el uso de su energía animal innata. Esta energía animal fomenta la sensación de seguridad y confianza necesaria para una comunicación sana en las relaciones humanas y en las comunidades que forman porque una sociedad civilizada no es necesariamente una sociedad culta”.
Es una realidad que la mayoría de las producciones teatrales contemporáneas están modernizadas y dependen en gran medida de esa energía que Suzuki llama no animal ya que la iluminación, el equipo de sonido, los elevadores del escenario y las plataformas giratorias dependen de la electricidad. A la vez, el edificio del teatro en sí es el producto final de varias actividades industriales, desde la colocación de los cimientos de hormigón hasta la creación de los accesorios y la escenografía Por todo esto, su forma de enfrentar el proceso de creación es siguiendo un sistema de ensayo y error, similar al proceso de construir una casa gasshō-zukuri con maderas desiguales entre sí. Su práctica teatral es una crítica al pensamiento moderno, que evalúa a las personas y al espacio desde la perspectiva de la homogeneidad porque cree que el teatro es necesario como acto de confirmación de que los seres humanos son heterogéneos y no pueden ser medidos visiblemente con los mismos estándares. Para Tadashi Suzuki, el teatro es un dispositivo cultural que busca encontrar la manera de enfrentar la diferencia y la igualdad, la coincidencia y la necesidad de los seres humanos, así como la manera de enfrentar a un grupo de pueblos y naciones. Es esta forma de pensar la que le ha llevado a construir un teatro al aire libre, donde la imprevisibilidad es la esencia de la naturaleza, y a presentar producciones teatrales multilingües con actores de muchos países diferentes. Para el protagonista de este trabajo el uso de elementos que siempre han estado es lo que le lleva a desear que el teatro siga existiendo en el futuro.

### Los actores
Para Suzuki, el sello distintivo de un teatro es la presencia de actores, entendidos como cuerpos que vocalizan palabras y que establecen una relación con el público, activando los pensamientos de los demás y participando en un diálogo. Opina que hay cuatro cosas de las que un actor debe ser consciente en todo momento: el centro de gravedad, la respiración, la energía y la voz porque dice que las habilidades de un actor son proporcionales al grado en que se ha desarrollado su centro de gravedad, la oxigenación a través de la respiración, el consumo de energía y la voz que se emite. Además, la conducta profesional de un actor de teatro y la excelencia de su actuación dependen de la intensidad de su concentración, desarrollada mediante un entrenamiento consciente. El entrenamiento de la concentración es esencial para el actor, que presenta su cuerpo y emite su voz desde el escenario al público. Su formación para actores fue concebida a partir de la necesidad de saber cómo hacer que lo invisible que reside dentro del cuerpo visible se sienta como si lo primero estuviera ahí para que lo veamos. Por otro lado, él como director quería tener un estándar imparcial para juzgar la capacidad de un actor, una objetividad para que los demás pudieran estar de acuerdo.

### Método Suzuki: la gramática de los pies
En base a todas estas ideas, Suzuki desarrolló su propio método de formación de actores poniendo énfasis en dos conceptos: por un lado el desarrollo de la capacidad de controlar la respiración para permitir a los actores hablar con fuerza y con una articulación clara; y por otro estableciendo un régimen de entrenamiento físicamente agotador de aproximadamente dos horas, en el que los alumnos deben adoptar una postura en cuclillas durante largos períodos de tiempo para “mejorar su afinidad con el suelo” y dando muchos pisotones y patadas a ritmo de música, algo que deriva de antiguos rituales japoneses. Después pasan a un estado de relajación y caen al suelo para proceder a moverse lentamente. El objetivo del método Suzuki es crear conciencia sobre las sensaciones corporales que se han degenerado en la vida cotidiana, observando los movimientos de la parte inferior del cuerpo y desarrollando la capacidad de controlar su respiración para permitir que el cuerpo hable incluso en silencio. Para ello contrasta lo dinámico con lo estático a través de procesos de acción y descanso, emisión y represión del poder físico.
Este método de formación ha sido sistematizado y adoptado por compañías de teatro e instituciones educativas de todo el mundo, como el Teatro de Arte de Moscú, la Juilliard School (Nueva York) o la Academia Nacional Central de Drama de China (Pekín). Figuras muy relevantes del panorama teatral como Anne Bogart lo ha implementado en su enseñanza; o Tom Hewitt, actor de Broadway actualmente en Hadestown que aprendió el Método Suzuki en Toga en la década de 1980 y protagonizó El Rey Lear en SCOT.
Dentro del método se distinguen distintos ejercicios, llamados básicos, que se centran principalmente en el trabajo con las piernas, motivo por el cual se conoce este método como la gramática de los pies.
- Básico número uno: con un ritmo variado, subir y bajar desde una sentadilla. Moverse hacia arriba y hacia abajo contando 15, 10, 8, 3 y 1. El conteo puede detenerse en cualquier punto y la posición debe mantenerse hasta que se reanuden los números. Comienzan con las piernas y los talones presionados juntos, empujándolos uno contra el otro, los pies apuntando 45 grados hacia la izquierda y hacia la derecha.
- Básico número dos: el grupo se coloca en fila en la parte posterior del espacio. Las rodillas están dobladas, con los pies y las piernas presionados juntos y con el centro de gravedad bajo. Con un movimiento rápido, la pierna derecha se lanza hacia adelante para mostrar la planta del pie a un compañero imaginario opuesto y luego se tira hacia atrás, llevando la rodilla doblada lo más cerca posible del cuerpo con el pie flexionado hacia arriba. El nivel del torso debe permanecer constante. Luego, se pisa directamente hacia abajo y se desliza el pie hacia adelante a lo largo del suelo hasta que la pierna trasera esté recta con el pie trasero plano sobre el suelo. Las caderas deben terminar posicionadas sobre la pierna delantera de modo que soporte todo el peso del cuerpo. Esto se puede probar levantando la pierna trasera sin tener que mover el torso hacia adelante sobre el pie delantero. Luego, se cambia de posición hacia arriba sobre las puntas de los pies y hacia abajo como dos movimientos aislados. La secuencia continúa, alternando las piernas.
- Básico número dos bis: más adelante incluyó las posiciones de los brazos. El codo derecho se levanta directamente hacia el costado, a la altura del hombro. El brazo se dobla firmemente hacia el pecho, con la mano flexionada lejos del cuerpo y apretada para sostener un palo imaginario. Se ponen de puntillas, el brazo se eleva recto, presionado firmemente contra la oreja, y luego se vuelve a bajar en dos movimientos bruscos. Esto también se hace con palos reales que tenían que permanecer verticales e inquebrantables. Se practica esta secuencia con música, avanzando por el escenario en pares espaciados uniformemente, enfatizando las paradas al final de cada movimiento. También se puede variar deteniendo el pisoteo justo antes de que toque el suelo con pleno impacto. En este caso, el impulso hacia abajo debe ser el mismo, hasta que se controle y se detenga en el último segundo.
- Básico número tres: se comienza con un pie delante del otro y se barren cada pierna hacia un lado antes de llevar el pie hacia atrás hasta el centro. Se mantienen las piernas giradas hacia afuera mientras se las sostiene antes de pisar con el pie girado hacia abajo y transferir el peso al otro lado.
- Básico número cuatro: proviene del kendo, el arte marcial japonés que utiliza bastones de madera y es similar a la esgrima, pero no hay evidencia concreta de esto. Desde una posición agachada (piernas separadas, cabeza erguida y no relajada, con las rodillas parcialmente dobladas en lugar de totalmente), se gira muy rápido sobre un pie (inicialmente el izquierdo), abriéndose hacia la derecha para mirar en dirección opuesta a la posición inicial. Se termina de pie con los pies separados y la espalda recta. Cuando se recibe una orden, se vuelve a la posición agachada y se gira sobre el otro pie, abriendo la otra dirección girando hacia la izquierda. Se repite este patrón simétrico pero se cambia deteniéndose de nuevo con el torso apuntando hacia delante, pero con los pies y las piernas juntas y las rodillas ligeramente dobladas. Se añaden movimientos de brazos, comenzando y terminando en conjunción con los movimientos del cuerpo. Los brazos se abren hacia los lados, pasan juntos por encima de la cabeza y descienden hasta debajo del ombligo, como si se estuviera cortando a un compañero con una espada por la mitad, desde la cabeza hasta la ingle. Las manos están en puños sueltos, la derecha por encima de la izquierda. La velocidad del giro y la precisión de la detención del cuerpo son exigencias clave del ejercicio. Las órdenes gritadas o el golpeteo de un palo inician los giros.

## Eventos internacionales

### Saratoga International Theatre Institute (SITI) (1992-actualidad)
En 1980, comenzó su etapa de viajes al extranjero más importante ya que viajó a la Universidad de Wisconsin, en Milwaukee, Estados Unidos, a enseñar su formación teatral. En 1981, regresó a Wisconsin y fue también a Nueva York. Finalmente, en 1992, fundó el Saratoga International Theatre Institute junto a la directora estadounidense Anne Bogart y un grupo de artistas con ideas afines interesados en revitalizar y redefinir el teatro contemporáneo. Originalmente concebido en el campus de Skidmore College, en Saratoga Springs, Nueva York, SITI se estableció rápidamente y se expandió para abarcar una temporada durante todo el año que incluyera la creación de nuevas obras, giras y programas de formación para la próxima generación de artistas teatrales independientes. La compañía es conocida a nivel nacional e internacional como un conjunto artístico de primer nivel que genera teatro innovador. 
La compañía se construyó sobre la idea base del trabajo en conjunto. Creían que a través de la práctica de la colaboración, un grupo de artistas comprometidos a trabajar juntos a lo largo del tiempo podría tener un impacto significativo tanto en el teatro contemporáneo como en el mundo en general. La SITI redefinió el teatro en los Estados Unidos a través de enfoques innovadores para la formación de actores, la colaboración y el intercambio cultural. A día de hoy, la SITI ha viajado a 27 países en los cinco continentes y ha creado más de 50 producciones que se han presentado en escenarios de todo el mundo siguiendo una política antirracista muy férrea e inherente a su teatro.
Las producciones inaugurales del instituto comenzaron en septiembre de 1992 con dos obras de Eurípides: Dioniso y Orestes, que muestran el suntuoso interés de Suzuki en el teatro griego. En octubre de 2020, anunciaron que dejarían de producir espectáculos en 2022, aunque la parte formativa continuaría.

### Grecia
Pese a la ruptura con el mundo más tradicional y clásico que proponían los autores del Angura, los clásicos griegos y las obras de Shakespeare, principales pilares del canon teatral occidental, escaparon a la furia de los artistas japoneses posteriores a Hiroshima. 
Para Suzuki, los clásicos griegos son valiosos porque muestran un arquetipo de los fundamentos de lo que significa estar vivo como ser humano. Además, en la tragedia y la arquitectura teatral de la antigua Grecia, Suzuki encontró la abundante energía “animal” que requería su proyecto Culture is the Body. Llegó por primera vez a Grecia en 1985, en su gira por Atenas, Tesalónica y Delfos, y cuenta que lo que le sorprendió fue la cantidad de energía humana invertida en la construcción de los teatros sin el uso de fuentes de energía artificial porque ese mismo tipo de energía humana era la que llenaba los personajes que aparecían en el texto. A partir de esa reflexión, reforzó su idea de que por eso que debía producir de nuevo un teatro como el griego, como el Noh o como el Kabuki.
De su paso por Grecia, Suzuki se llevó una reflexión sobre la necesaria fisicidad que reforzó su concepción ya arraigada, se vio influido para la construcción del teatro al aire libre de Toga, que replica un anfiteatro griego, y ganó una amistad con Theodoros Terzopoulos. Terzopoulos nació en 1947, en Makrygialos, en la actual Macedonia central, en el seno de una familia rural. Formado en el Berliner Ensemble del Berlín Este (1972-1976), estaba fuertemente influido por Heiner Müller (1929-1995). En 1985, cuando Suzuki llegó a la hélade, Terzopoulos acababa de asumir el cargo de director en el festival de Encuentros Internacionales de Teatro Antiguo en Delfos, y cuando se conocieron, descubrieron que compartían un interés común por la tragedia griega y la creencia de que el poder del teatro conseguía reformar las ecologías mentales y sociales y servía para resistir la globalización y la homogeneidad cultural que traía el mundo moderno del último tercio del siglo XX. 
Ambos se alejaban de la mímesis más naturalista, preferían el trabajo con el cuerpo físico y a los dos les intrigaba la figura de Dioniso y Las bacantes de Eurípides, de hecho Suzuki escenificó por primera vez Las bacantes en 1978 y desde entonces la ha redirigido con frecuencia, rebautizándola como Dioniso en 1990. De manera similar, la relación de Terzopoulos con Las bacantes comenzó en 1986, con su innovadora y aclamada producción en Delfos. Desde entonces, ha dirigido la obra en centros mundiales como Bogotá, Düsseldorf, Moscú y Taipei. El interés por la obra nace de que la violencia y física propia de los ritos dionisiacos desempeña un papel central en el tipo de teatro que ambos creadores perseguían.
Como director artístico del festival de Encuentros Internacionales de Teatro Antiguo en Delfos desde 1980, Terzopoulos ha invitado a Suzuki a Delfos para presentar varias de sus producciones de tragedia griega. Comenzó con Las troyanas (1985), buscando investigar las cuestiones relacionadas con el arte del actor y con la naturaleza de los grupos que interpretan obras para el teatro actual y a continuación siguió con Clitemnestra (1986), Electra (1995) y Edipo Rey (2000), todas ellas en un espacio simbólico y con el vestuario tradicional japonés. 
Además, en 1995, se presentó Dionisio en el Festival de Atenas, y, en 2009, Electra en la sede de Terzopoulos. Paralelamente, muchas representaciones dirigidas por Terzopoulos se han presentado en Japón: Las bacantes (1986), Los persas (1992), Cuarteto (1995 y 1997), Medea (1996), Antígona (1997), Heracles (1999), Heracles enfurecido y El descenso de Heracles (1999), La locura de Áyax (2006) y Las troyanas (2019).

### Olimpiadas teatrales, cruzando milenios (1995-2019)
Gracias a esta amistad, en 1994, Suzuki y Terzopoulos organizaron las Olimpiadas Internacionales de Teatro. Su esfuerzo compartido dio como resultado las primeras representaciones celebradas en Delfos en 1995, dedicadas a la tragedia, pero después se ha expandido a Japón (Shizuoka), Rusia (Moscú), Turquía (Estambul), Corea del Sur (Seúl), China (Pekín), Polonia (Breslavia) e India (Nueva Delhi), siendo la última, en Rusia y Japón, la única en dos países a la vez. Además de Theodoros Terzopoulos por Grecia y Tadashi Suzuki por Japón, formaron parte del primer Comité Internacional de Olimpiadas de Teatro en Atenas figuras trascendentales del mundo teatral internacional como Heiner Müller, (Alemania), Robert Wilson (EE. UU.), Tony Harrison (Reino Unido), Yuri Lyubimov (Rusia), Nuria Espert (España) y Antunes Filho (Brasil).
IBajo el título de Olimpiadas Teatrales y el subtítulo Cruzando Milenios, con Theodoros Terzopoulos de presidente y Tadashi Suzuki de director artístico, las Olimpiadas de Teatro se celebraban en intervalos variables de años y, en principio, en los países de los miembros del comité, siendo el miembro del comité cuyo país fuera el anfitrión el responsable de su dirección artística, el tema y la programación, aunque luego eso ha ido modificándose.
| Año  | País          | Ciudad                            | Tema                             | Director                      |
| 1995 | Grecia        | Delfos                            | Tragedia                         | Theodoros Terzopoulos         |
| 1999 | Japón         | Shizuoka                          | Esperanza                        | Tadashi Suzuki                |
| 2001 | Rusia         | Moscú                             | Teatro para el pueblo            | Yuri Lyubimov                 |
| 2006 | Turquía       | Estambul                          | Más allá de las fronteras        | Theodoros Terzopoulos         |
| 2010 | Corea         | Seúl                              | Sarang: amor y humanidad         | Choi Chy-rim                  |
| 2014 | China         | Pekín                             | Sueño                            | Liu Libin                     |
| 2016 | Polonia       | Breslavia                         | El mundo como lugar de la verdad | Jaroslaw Fret                 |
| 2018 | India         | Nueva Delhi (y otras 16 ciudades) | Bandera de la amistad            | Ratan Thiyam                  |
| 2019 | Rusia y Japón | San Petersburgo y Toga            | Creando puentes                  | Valery Fokin y Tadashi Suzuki |

Las Olimpiadas seguían la ideología teatral de Suzuki y Terzopoulos:
“Gracias al desarrollo global del sistema de información y comunicación, hoy en día las personas de todo el mundo pueden sentir y conocer de cerca otras culturas además de la suya. […] El cambio se ha producido mediante la explotación exhaustiva de energías “no animales” (electricidad, petróleo, energía nuclear, etc.) […] y es peligroso confiar demasiado en esta energía “no animal” […] porque pueden conducir al olvido o al debilitamiento de las posibilidades de energía “animal” almacenadas en los cuerpos humanos. […] Tanto las artes escénicas como los deportes proporcionan la base para una mejor comprensión y un cuidado más profundo de los seres humanos al reunir a las personas en el mismo lugar donde se desarrollan. […] No hace falta decir que la forma en que las personas entrenan, refinan y disfrutan la energía “animal” varía de nación a nación pero son esas mismas diferencias las que preservan y afirman las identidades culturales y las razones de ser de cada nación. Cuanto mayor sea la cantidad de energía “no animal”, mayor será la contribución que se espera que las artes escénicas hagan a la calidad de la vida humana en el futuro. […] El Comité Internacional de las Olimpiadas de Teatro considera que la existencia de las artes escénicas debe ser un signo de profundo estímulo y esperanza para una comunicación verdaderamente global”.

Tadashi Suzuki (Theatre Olympics, 2018).

### Festival de Teatro BeSeTo (1994-2007)
En 1994, Suzuki creó junto a Kim Eui-Kyung, Presidenta del Centro Coreano del Instituto Internacional de Teatro, y Xu Xiao Zhong, Presidente de la Academia Central de Drama de China, el Festival de Teatro BeSeTo, acrónimo formado por las primeras dos letras de las capitales de los tres países implicados: Beijing, capital de China, Seúl, capital de Corea, y Tokio, capital de Japón. El primer festival se celebró en Seúl, y en el año 2007 Suzuki dejó de organizar la participación de Japón.
Lo interesante del BeSeTo es que no es simplemente un evento internacional de teatro, sino un festival organizado alternativamente por y en cada uno de los países desde su inicio que, posteriormente, comenzó a “migrar” a otras ciudades no capitales de los tres países porque lo importante es que nació con el objetivo de ayudar a China, Corea y Japón a volver a la normalidad después de un siglo XX especialmente conflictivo, buscando la cooperación entre los tres países.

## Actividad en Shizuoka (1995-2007)

### Centro de Artes Escénicas de Shizouka (SPAC)
El Centro de Artes Escénicas de Shizuoka (SPAC) fue fundado en 1995. Es la primera organización cultural de Japón fundada públicamente que cuenta con actores residentes, así como con un personal técnico y administrativo que gestiona sus propios espacios teatrales e instalaciones para fines artísticos. Como base creativa de las artes escénicas, genera programas de creación, presentación, educación y también programas de intercambio y colaboración con artistas e instituciones de Japón y del extranjero. Tadashi Suzuki fue el primer Director Artístico General del SPAC desde 1997 hasta marzo de 2007, cuando Satoshi Miyagi le sustituyó hasta día de hoy. En 1999 se inauguró el Teatro de las Artes de Shizuoka.

### Parque de las artes escénicas
El Parque de artes escénicas de Shizuoka es el centro de actividades de la SPAC y se encuentra en la ladera norte de la meseta de Nihondaira, con una superficie cuatro veces mayor que la del Tokyo Dome. Además de la sede central, cuenta con el teatro al aire libre Udo y el teatro Daendo, un escenario completamente negro con andamios de madera blanca, ambos diseñados por Arata Isozaki; salas de ensayos en forma de caja negra y la cafetería Kachi Kachi Yama, que en su interior alberga el Mini Museo del Teatro Mundial de Shizuoka, llamado Theatron.

### Festival Mundial de Teatro
El SPAC dedica sus esfuerzos a diversos tipos de actividades. En 1999 se celebraron en Shizuoka las Segundas Olimpiadas de Teatro y al año siguiente comenzó el Festival de las Artes de Primavera de Shizuoka que se ha celebrado anualmente hasta 2010, que se renovó y continuó como Festival Mundial de Teatro de Shizuoka. La SPAC ha estado presentando obras maestras internacionales y nacionales de teatro, danza, teatro de marionetas, cine, etcétera. Este festival combina artistas, público y personas de la comunidad local para intercambiar y comunicarse directamente entre sí.

## Distinciones
- Profesor emérito (Academia Nacional Central de Drama de China, 2013)
- Profesor emérito (Academia de Drama de Shanghái, 2013)
- Premio internacional (Fundación Lyubimov, 2019)
- Premio Thalia (Asociación Internacional de Críticos de Teatro, 2020)